# Eucteniza stolida
Eucteniza stolida là một loài nhện trong họ Cyrtaucheniidae. Loài này phân bố ở Hoa Kỳ.